# 扶桑略記

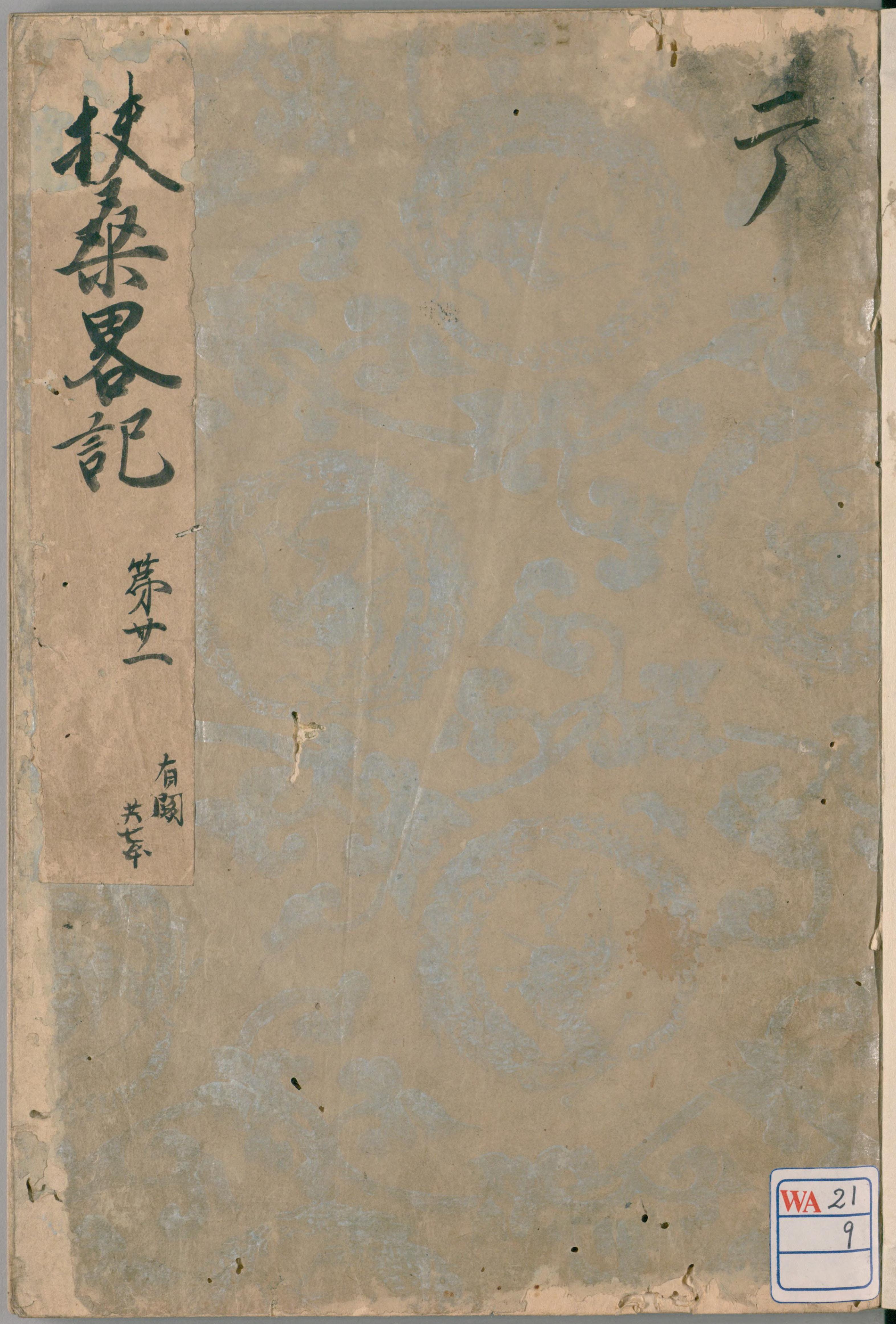
扶桑略記第二十一卷封面。

《扶桑略記》，日本平安時代後期私人編撰的史書。據說是1094年（寬治8年）以降、堀河天皇時代，比叡山功德院僧人皇圓（法然的老師）編纂，不過也有其他說法，例如指編者是三井寺僧人觀圓。
全書共30卷，現存卷二至六、卷二十至三十（共16卷），以及卷一、七至十四的抄本。它以漢文編年體，記述由神武天皇到堀河天皇寬治8年3月2日期間的日本歷史，包括天皇系譜和僧侶傳記、寺院歷史等以佛教方面為主的內容，對鑒真、慈覺大師等僧人的事蹟均有詳細記載。
此書引用眾多當時的記錄，例如寺院傳記、日記等，而這些文獻於後世多已失傳；而且《水鏡》、《愚管抄》等鎌倉時代的史書也屢次引用《扶桑略記》的記述，所以它是繼《六國史》以後較為重要的史籍之一。

## 外部連結
- 《扶桑略記》全文 （页面存档备份，存于）
- 《扶桑略記》書影，現藏於日本國立國會國書館。